# Игараси, Тосиюки
Тосию́ки Игара́си (яп. 五十嵐 俊幸; 17 января 1984 года, Юрихондзё) — японский боксёр-профессионал наилегчайшей весовой категории, выступающий с 2006 года. Владел титулом чемпиона мира по версиям ВБС и журнала «Ринг», был чемпионом Японии. Также боксировал на любительском уровне, участник летних Олимпийских игр в Афинах и чемпионата мира в Мяньяне.

## Биография
Тосиюки Игараси родился 17 января 1984 года в городе Юрихондзё, префектура Акита. Активно заниматься боксом начал по совету одноклассника ещё во время учёбы в средней школе, затем поступил в Токийский сельскохозяйственный университет, продолжив при этом тренировки. Уже на юношеском уровне показывал достойные результаты, одержал победу на соревнованиях Национального спортивного фестиваля, в 2003 году выиграл чемпионат Японии в минимальном весе и попал в основной состав национальной сборной.
Благодаря череде удачных выступлений удостоился права защищать честь страны на летних Олимпийских играх 2004 года в Афинах, однако выбыл из борьбы за медали уже после первого своего матча на турнире. В 2005 году ездил на чемпионат мира в Мяньян, но тоже неудачно, уже на ранней стадии со счётом 9:29 проиграл итальянцу Винченцо Пикарди. Не сумев добиться больших достижений на любительском ринге, Игараси решил попробовать себя среди профессионалов и покинул сборную. Всего в любительском олимпийском боксе он провёл 95 боёв, из них 77 окончил победой, в том числе 16 досрочно.
Профессиональный дебют Игараси состоялся в августе 2006 года, своего первого соперника он победил нокаутом в третьем раунде. В течение пяти последующих лет провёл в наилегчайшем весе множество удачных поединков, при этом лишь в двух случаях не смог победить: в декабре 2007 года была зафиксирована одна ничья, в декабре 2008 года случился проигрыш решением судей от будущего чемпиона мира Томонобу Симидзу. Несмотря на поражение, Игараси довольно высоко поднялся в рейтингах и в феврале 2011 года завоевал вакантный титул чемпиона Японии.
Защитив выигранный чемпионский пояс, летом 2012 года Тосиюки Игараси получил возможность побороться за титул чемпиона мира по версиям Всемирного боксёрского совета (ВБС) и журнала «Ринг». Действующий чемпион из Филиппин Сонни Бой Джаро продержался на ногах все двенадцать раундов, бой получился равным, но в итоге только один судья отдал ему победу, тогда как двое других назвали победителем японца. Несколько месяцев спустя Игараси подтвердил право называться чемпионом мира, взяв верх над небитым ранее аргентинцем Нестором Даниэлем Нарваэсом. Для второй защиты пояса был выбран мексиканец Эдгар Соса, однако подписать с ним контракт не удалось, и следующим претендентом стал японец Акира Яэгаси. В период любительской карьеры Игараси четыре раза встречался с Яэгаси на ринге и во всех случаях неизменно был победителем, тем не менее, исход поединка оказался другим — после двенадцати раундов напряжённого противостоянии претендент выиграл раздельным решением судей.
Несмотря на поражение и потерю титула, Тосиюки Игараси остаётся действующим профессиональным боксёром. В сентябре 2013 года он провёл рейтинговый бой против опытного мексиканца Омара Сото, победил его нокаутом в девятом раунде. Всего в профессиональном боксе имеет статистику из 21 боя, 18 побед (11 досрочных), 2 поражений, 1 ничьи.